# Sten Pålsson
Sten Pålsson (ur. 4 grudnia 1945) – były szwedzki piłkarz występujący na pozycji napastnika.

## Kariera klubowa
Przez całą karierę piłkarską Pålsson był związany z klubem GAIS.

## Kariera reprezentacyjna
W reprezentacji Szwecji Pålsson zadebiutował 11 września 1968 roku w wygranym 3:0 towarzyskim meczu z Finlandią. W 1970 roku został powołany do kadry na Mistrzostwa Świata. Zagrał na nich w meczu z Izraelem (1:1). Z tamtego turnieju Szwecja odpadła po fazie grupowej. W latach 1968–1974 w drużynie narodowej Pålsson rozegrał w sumie 19 spotkań i zdobył 5 bramek.